# تریاق

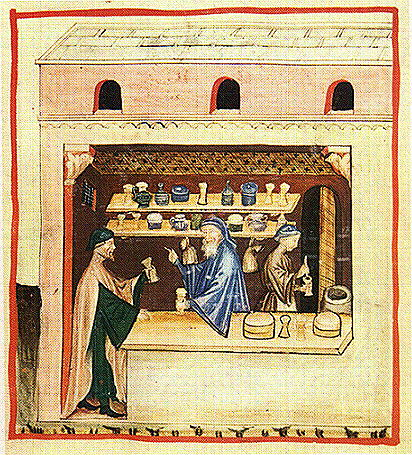
آماده سازی تریاق: تصویر از Tacuinum sanitatis

تریاق (به انگلیسی: Theriac) معجونی پزشکی است که اصالتاً توسط یونانیان قرن یکم میلادی فرموله شده و در جهان باستان در تمدن های ایران، چین و هند از طریق ارتباطات تجاری جاده ابریشمی معرفی و شناسانده شد. این ماده، پادزهر یا اکسیری (دوای همه دردها) بود که به عنوان مترادفی برای پاناسئا (الهه درمانگری افسانه های یونان باستان) می توانست در نظر گرفته شود، به گونه ای که در قرن ۱۶هم، آدام لونیسر نوشت است: سیر، تریاق روستایی یا دوای همه دردها بود.

## مطالعه بیشتر
- Griffin, J. P. (2004). "Venetian treacle and the foundation of medicines regulation". British Journal of Clinical Pharmacology. 58 (3): 317–325. doi:10.1111/j.1365-2125.2004.02147.x. PMC 1884566. PMID 15327592.

1. ↑  Boulnois, Luce (2005). Silk Road: Monks, Warriors & Merchants. Hong Kong: Odyssey Books. p. 131. ISBN 962-217-721-2.
2. ↑  
Griffin, J.P. (2004). "Journal of Clinical Pharmacology, Volume 58 Issue 3 Page 317-325, September 2004 (Article Abstract)". British Journal of Clinical Pharmacology. Wiley. 58 (3): 317–25. doi:10.1111/j.1365-2125.2004.02147.x. PMC 1884566. PMID 15327592.
3. ↑  A. Vogel, Plant Encyclopedia. s.v. "Allium sativum," (on-line text).